# Nord und Süd (Polka)
Nord und Süd ist eine Polka-Mazurka von Johann Strauss Sohn (op. 405). Das Werk wurde am 26. Februar 1882 im Konzertsaal des Wiener Musikvereins erstmals aufgeführt.

## Einzelnachweis
1. ↑  Quelle: Englische Version des Booklets (Seite 85) in der 52 CDs umfassenden Gesamtausgabe der Orchesterwerke von Johann Strauß (Sohn), Hrsg. Naxos (Label). Das Werk ist als zehnter Titel auf der 31. CD zu hören.